# Swisscom
Die Swisscom AG ist das grösste Telekommunikationsunternehmen und eines der grössten IT-Unternehmen der Schweiz. Sie hat ihren Sitz in Ittigen und ist historisch neben der Schweizerischen Post die zweite Nachfolgeorganisation der staatlichen Post-, Telefon- und Telegrafenbetriebe (PTT). Im Juni 2022 war Swisscom in der Liste der grössten Unternehmen in der Schweiz auf dem 28. Platz vertreten. Gemäss eigenen Angaben verzeichnet die Swisscom in der Schweiz einen Marktanteil von 56 % im Mobilfunk- (Postpaid), 51 % im Breitband- und 37 % im TV-Bereich. Das Tochterunternehmen Fastweb hält im italienischen Breitbandnetz 16 % Marktanteil bei privaten Kunden und 29 % bei Unternehmen. Die Schweizerische Eidgenossenschaft hält eine Kapitalbeteiligung von 51,0 % an der Swisscom.

## Geschichte

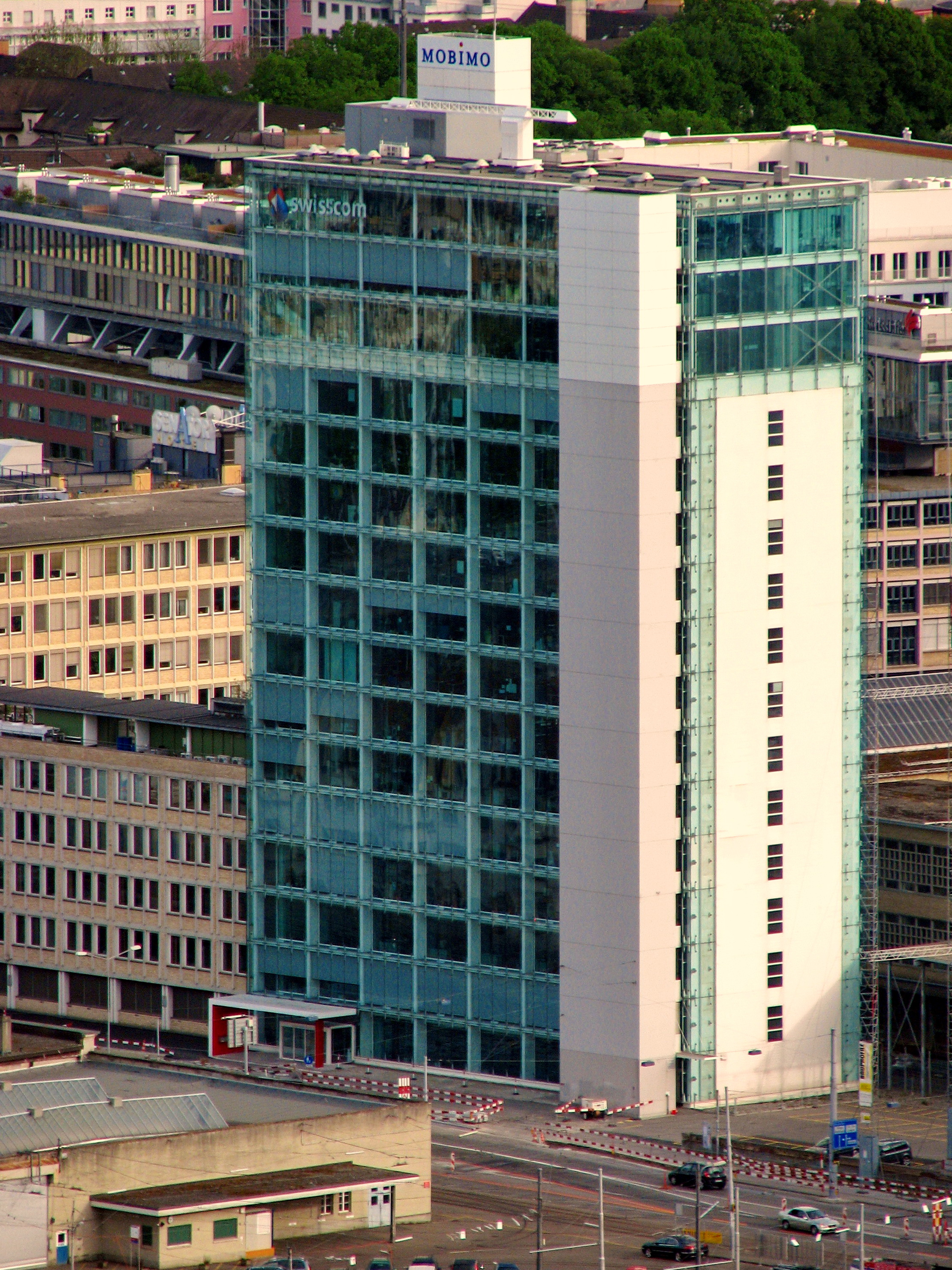
Ehemaliger Swisscom-(Bluewin)-Tower in Zürich; ehemaliger Hauptsitz der Bluewin AG

### Entwicklung Fix-Netzwerk (1852 – 1960)
Der Aufbau des Schweizer Telegrafennetzes begann 1852, als der Telegrafendienst zwischen St. Gallen und Zürich eröffnet wurde. Nach der Erfindung des Telefons durch Graham Bell im Jahr 1876 begann man ab 1877 das Schweizer Telefonnetz aufzubauen, so dass bereits 1896 der Telefondienst in allen Kantonen angeboten wurde. Diese beiden Netze wurden 1920 zusammen mit der Post in der PTT (Post-, Telegrafen- und Telefonverwaltung) zusammengeführt. Die erste halbautomatische Telefonzentrale wurde 1917 in Zürich-Hottingen in Betrieb genommen. 1923 wurden die Dienstleistungen durch Radioübertragungen und 1953 um Fernsehsendungen erweitert.
1940 wurde die Abkürzung PTT in das Logo eingearbeitet und das Posthorn entfernt. Die Zahl der Telefonanschlüsse wuchs rasant: schon 1948 gab es in der Schweiz ca. 500'000 Telefonabonnenten, 1959 war es eine Million. Im selben Jahr wurde das Schweizer Telefonnetz als erstes der Welt vollautomatisiert. Die Abkürzung PTT wurde 1960 zu «Post-, Telefon- und Telegrafenbetriebe» umgewandelt.

### Entwicklung Mobile-Netzwerk (1960 – 2000)
1974 ging die Satellitenbodenstation Leuk im Kanton Wallis in Betrieb. Die PTT begann 1975 mit dem Autotelefon-Projekt «mobiles Telefonnetz für Fahrzeuge», im Zuge dessen auch die Marke Natel A (Nationales Autotelefonnetz) eingeführt wurde. Mit der Inbetriebnahme von Natel A 1978 wurde die PTT zum Pionier der mobilen Telefonie. In den Jahren 1983 und 1987 folgten die Natel-Netze B bzw. C. Das GSM-basierte Mobiltelefonnetz Natel D (D=digital) wurde 1992 installiert. 1985 wurde die erste Glasfaser-Fernleitung zwischen Bern und Neuenburg verlegt, und 1988 das erste digitale Fernmeldenetz ISDN in der Schweiz in Betrieb genommen.
Das Logo wurde 1982 erneut überarbeitet, wobei es ein moderneres Design erhielt.
1992 erfolgte die Umstellung vom herkömmlichen Telefonnetz auf das digitale Swissnet. Im Jahr 1995 erreichte die Entwicklung bei den privaten und öffentlichen Telefonkabinen (Publifone) ihren Höhepunkt – 58.000 davon standen in der ganzen Schweiz verteilt.
Mit Inkrafttreten des neuen Postorganisationsgesetzes (POG) und des neuen Telekommunikationsunternehmungsgesetzes (TUG) im Jahr 1997 wurde der Schweizer Telekommunikationsmarkt dereguliert. Die PTT wurde zum 1. Oktober desselben Jahres in Die Schweizerische Post und die Swisscom aufgeteilt. Während die Post in der Rechtsform einer öffentlich-rechtlichen Anstalt organisiert wurde, erhielt Swisscom die Rechtsform einer spezialgesetzlichen Aktiengesellschaft und wurde schrittweise teilprivatisiert. Dazu gehörte auch das Internetgeschäft, in welches die PTT im Jahr zuvor unter dem Label ’Blue Window’ eingestiegen war. Am 5. Oktober 1998 ging Swisscom AG an die Börse. Das Firmenlogo wurde neu entworfen und erhielt den neuen Namen der Gesellschaft, anstatt wie bis dahin «Telecom» und «PTT».

### Entwicklung Netzleistung und Dienstleistungen (2000 – heute)

Das Logo der PTT, 1982 bis 1993

Logo der Telecom vor der Liberalisierung

Die Schweizerische Eidgenossenschaft hält zurzeit 51,22 Prozent des Aktienkapitals. Das TUG beschränkt Fremdbeteiligungen auf 49,9 Prozent des Aktienkapitals. 2001 wurden 25 % der Swisscom Mobile an Vodafone abgetreten. Seitdem hat die Swisscom eine Mehrheitsbeteiligung an Italiens zweitgrösstem Telekommunikationsunternehmen Fastweb erworben und verstärkt in die Bereiche Hospitality-Management, Cloud Services, Mobile Solutions und Billing investiert. 2005 wurde die Bluewin AG übernommen.
Der Bundesrat hat in seiner Botschaft vom 5. April 2006 dem Parlament vorgeschlagen, die Swisscom ganz zu privatisieren und das Aktienpaket des Bundes zeitlich gestaffelt zu veräussern. Der Nationalrat ist in seinem Entscheid vom 10. Mai 2006 nicht auf diese Vorlage eingetreten. Die vorberatende Kommission des Ständerates hat am 20. Mai 2006 zwar dem Ständerat empfohlen, auf die Vorlage einzutreten, aber nur zwecks Rückweisung an den Bundesrat zur Überarbeitung. 2007 steigt die Swisscom ins TV-Geschäft ein.
Am 14. Dezember 2007 hat das Unternehmen ein neues visuelles Erscheinungsbild bekanntgegeben. Die bisherigen Untermarken Swisscom Fixnet, Swisscom Mobile und Swisscom Solutions sind per 1. Januar 2008 weggefallen. Teil des angepassten Auftritts war auch ein geändertes Logo mit einem bewegten Bildelement. Das neue Logo wird seit dem 29. Februar 2008 offiziell verwendet. Ab 2009 wird das Glasfasernetz der Swisscom massiv ausgebaut.
Geleitet wurde das Unternehmen von 2006 bis Juli 2013 durch den deutschen Manager Carsten Schloter. Schloters Vorgänger war der Schweizer Jens Alder (* 1957), der die leitende Position seit 1999 innegehabt hatte. Zu Schloters Nachfolger wurde am 7. November 2013 Urs Schaeppi, der bisherige Leiter des Geschäftsbereichs Grossunternehmen, ernannt. Per 1. Juni 2022 übernahm der bisherige Technikchef Christoph Aeschlimann Schaeppis Stelle.
Seit Frühjahr 2013 betreibt Swisscom Mobile neben den Mobilfunknetzen der zweiten (GSM/EDGE) und der dritten Generation (UMTS/HSPA+) auch ein Mobilfunknetz der vierten Generation (LTE/4G/4G+). Erste Testbetriebe an ausgewählten Schweizer Orten fanden bereits 2012 statt. Seit Juni 2015 verwendet Swisscom aufgrund der schweizweit sehr hohen 4G-Abdeckung von über 98 % den Mobilfunkstandard VoLTE auch zur Übertragung von Telefongesprächen. VoLTE ist bei Swisscom ein Bestandteil von «Advanced Calling». Damit werden Telefongespräche wahlweise über das 4G-Netz (VoLTE) oder ein verfügbares WLAN (sofern das Mobilgerät verbunden ist) geführt, was eine bessere Sprachqualität (HD Voice) und einen schnelleren, nur wenige Sekunden dauernden Rufaufbau ermöglicht. Swisscom wurde 2015 zum siebten Mal in Folge von der Fachzeitschrift connect zum Mobilfunkanbieter mit dem besten Netz gekürt. Swisscom war der erste Betreiber in der Schweiz, der vier Frequenzbereiche (800, 1800, 2100 und 2600) für LTE einsetzte. In einem Netztest, der 2017 von der Zeitschrift Chip in Deutschland, Österreich und der Schweiz durchgeführt wurde, erzielte Swisscom dank dem schnellsten Rufaufbau und der höchsten Downloadraten die beste Punktzahl. Die Hotline der Swisscom nutzte von 2016 bis 2019 eine Sprecherauthentifizierung, um die Kunden zu erkennen.
Im Jahr 2014 lancierte Swisscom die Smartphone-App Tapit als digitales Portemonnaie. Nach knapp zwei Jahren wurde die App jedoch mangels Erfolg wieder eingestellt. Swisscom stieg schliesslich bei der App Paymit ein, welche dann mit Twint fusionierte.
Am 1. April 2015 lanciert Swisscom die eigenständig auftretende Submarke Wingo mit der Intention, urbane, meist jüngere und internetaffine Personen besser anzusprechen. Mit auf diese Zielgruppe ausgerichteten Abos, welche ausschliesslich online abschliessbar und bei reduziertem Serviceumfang günstiger sind als die herkömmlichen Swisscom-Abonnemente, sollen Marktanteile hinzugewonnen werden. In der Folge haben auch die Mitbewerber Sunrise (mit Swype) und Salt (mit GoMo) solche Billigangebote lanciert.
2017 hat Swisscom sein Home-Sicherheitssystem Smartlife aufgegeben, da es sich nicht am Markt durchsetzen konnte. Dies, nachdem sich der 2009 lancierte Vorgänger Quing ebenfalls nicht lange halten konnte. In Zusammenarbeit mit dem Schweizer Bewachungsdienstleister Securitas hatte die Swisscom daraufhin im April 2015 Smartlife gestartet. Im gleichen Frühjahr startete Swisscom mit der Schweizer Umweltschutzorganisation myclimate einen Pilotversuch für die Fernsteuerung von Heizungen, um unter anderem in Zweitwohnungen in Bergregionen Heizungskosten und Energieverbrauch zu senken. Die italienische Tochtergesellschaft Fastweb hat die Fixed-Wireless-Sparte und ein 3,5-GHz-Frequenzspektrums von Tiscali am 16. November 2018 im Wert von 185 Millionen Euro (208 Millionen Schweizer Franken) übernommen.
2019 begann Swisscom mit der Umrüstung auf den neuen Mobilfunkstandard 5G. Ende Mai 2020 wurde bekannt, dass Mitbewerber Sunrise einen Teilerfolg bei einer weitreichenden Klage gegen Swisscom erzielen konnte bezüglich des Vorwurfes des Missbrauchs einer marktbeherrschenden Stellung im Bereich des Breitbandinternetzugangs (ADSL) in den Jahren 2001 bis 2007 und der darauf resultierenden Preispolitik. Schon im Jahr 2009 wurde von der Schweizer Wettbewerbskommission dieser Vorwurf bestätigt und Swisscom deshalb zu einer Strafe von rund 220 Millionen Schweizer Franken verurteilt, wohingegen Swisscom Einspruch einlegte und in die nächste Instanz ging. Das Urteil wurde in abgemilderter Form bestätigt. Sunrise verlangt einen Schadensersatz von insgesamt 350 Millionen Franken exklusive Zinsen.
Swisscom Docsafe, 2014 als Konkurrenzangebot zur Dropbox lanciert, wurde per Ende März 2021 eingestellt. Im April 2021 schaltete Swisscom nach 28 Jahren die letzten GSM (2G) Netzwerke ab. Ende 2020 seien noch 0,03 % des Verkehrs über dieses Netzwerk gelaufen.
Der Short Message Service der Swisscom erreichte im Jahr 2011, mit täglich rund 8,1 Millionen versendeten SMS, seinen Höhepunkt. 2017 wurde die 2013 lancierte App iO, aufgrund der Dominanz von WhatsApp, eingestellt. 2020 hat Swisscom als erster Schweizer Anbieter den Standard RCS (Rich Communication Services) für Messaging eingeführt und daraufhin angekündigt, den Multimedia Messaging Service (MMS), welchen sie im Jahr 2002 eingeführt hat, per 1. Januar 2023 einzustellen.
Im März 2024 wurde bekannt, dass Swisscom Vodafone Italia für 8 Mrd. CHF bis zum Ende des Jahres übernehmen werde. Langfristig ist geplant, diese mit der eigenen Mailänder Tochter Fastweb zu vereinigen. Der Kauf wurde am 31. Dezember abgeschlossen, zusätzlich wurde der Firmenname geändert in Fastweb + Vodafone. Der Markenname Vodafone darf für weitere fünf Jahre verwendet, die Integration soll im Jahr 2029 abgeschlossen werden.

## Geschäftsbereiche
Swisscom besteht aus den Kundensegmenten Residential Customers, Business Customers & Wholesale sowie IT, Network & Infrastructure. Weiter umfasst der Konzern den Geschäftsbereich Digital Business und Konzerngesellschaften wie die italienische Fastweb. Hinzu kommen weitere Konzerngesellschaften in den einzelnen Geschäftssparten.

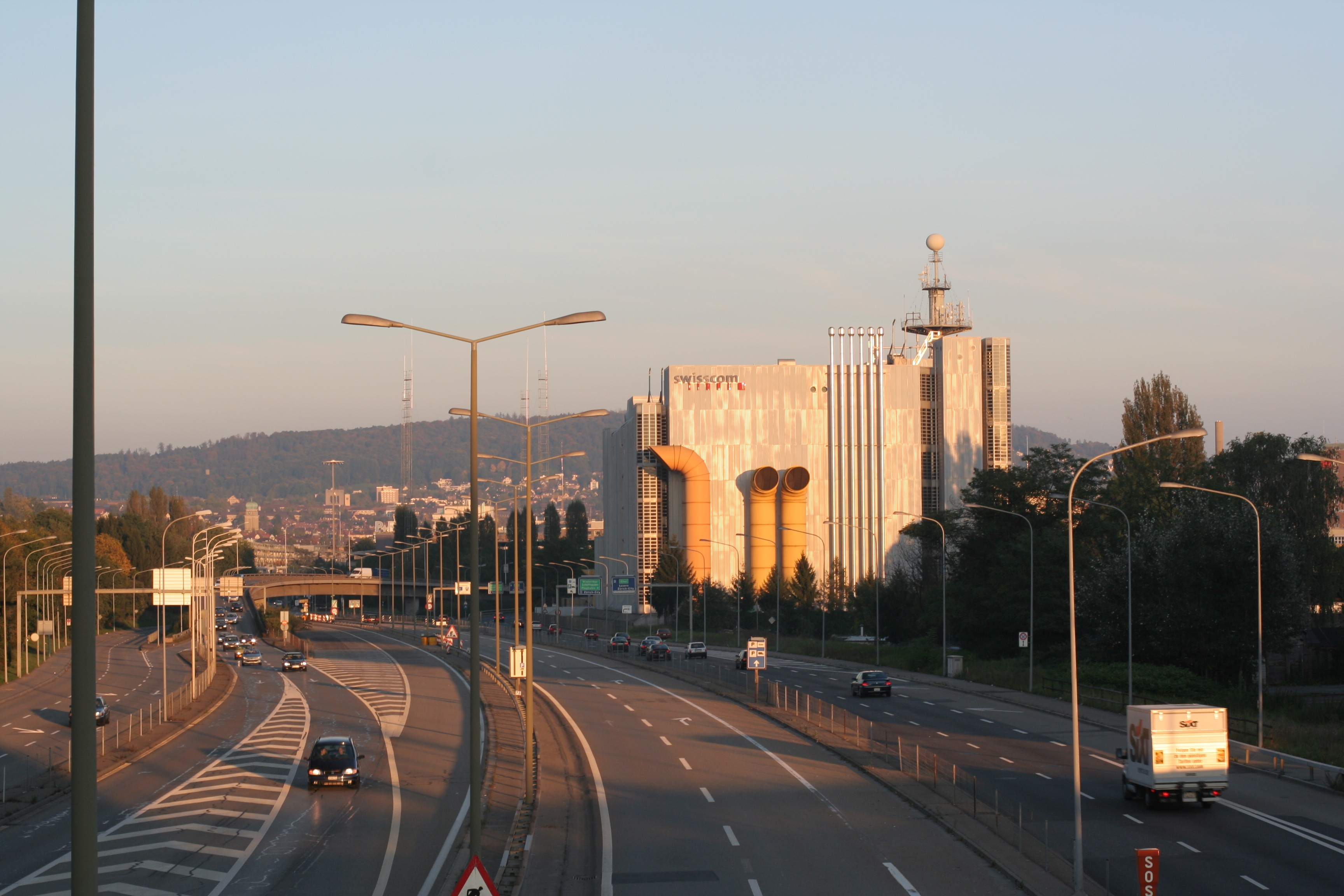
Fernmeldezentrum Herdern Zürich der Swisscom von Architekt Theo Hotz

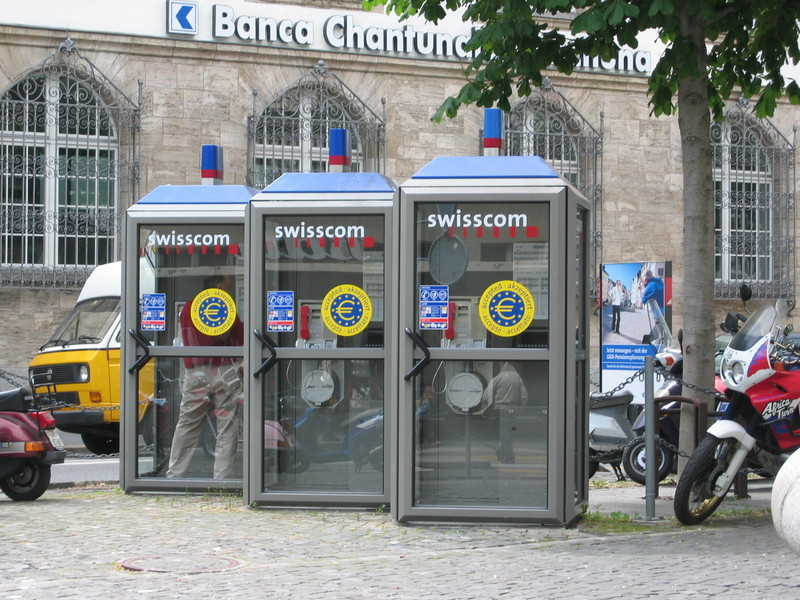
Swisscom-Telefonzellen in Chur mit altem Logo

### Swisscom (Schweiz) AG
Per 1. Januar 2008 wurden alle operativen Tätigkeiten der Swisscom AG in der Schweiz in die Swisscom (Schweiz) AG ausgegliedert. Während die Swisscom AG seither als reine Holding fungiert, umfasst das Tätigkeitsfeld ihrer hundertprozentigen Tochtergesellschaft Swisscom (Schweiz) AG die ehemaligen Geschäftsbereiche Fixnet, Mobile und Solutions, deren Aktivitäten neu nach Kundensegmenten in die Bereiche Residential Customers und Business Customers gegliedert wurden. Ausserdem wurden die IT-Plattformen und die Festnetz- und Mobilfunkinfrastrukturen im Bereich IT, Network & Infrastructure zusammengeführt.

#### Residential Customers
Der Geschäftsbereich Residential Customers beinhaltet Mobile- und Festnetztelefonie, digitales Fernsehen IPTV (Swisscom TV) sowie die Versorgung mit Breitband-Internetanschlüssen (DSL).
blue - Medien und Unterhaltung
Zum 9. November 2017 übernahm Swisscom die CT Cinetrade AG vollständig, von der sie seit 2013 75 % kontrollierte. Damit wurde Swisscom alleinige Besitzerin des Bezahlfernsehsenders Teleclub und dank den Kitag-Kinos in Zürich, Bern, Biel, Basel, St. Gallen und Luzern die grösste Kinobetreiberin in der Schweiz. Zu Cinetrade gehörte auch die Plazavista Entertainment AG. Swisscom fasst ihr Unterhaltungsangebot seit 2020 unter dem Dach der Marke «blue» zusammen. Die bisherigen Namen «Swisscom TV», «Teleclub» und «Kitag Kino» sind verschwunden.

#### Geschäftskunden
Der Geschäftsbereich Business Customers unterstützt Geschäftskunden bei der Planung, Realisierung und dem Betrieb der Informations- und Kommunikationsinfrastruktur (ICT). Das Portfolio beinhaltet Cloud-, Outsourcing-, Workplace- und IoT-Lösungen; ferner Mobilfunklösungen für mobiles Arbeiten und Kommunizieren, Netzwerklösungen, Standortvernetzungen, Geschäftsprozessoptimierungen, SAP-Lösungen, Sicherheits- und Authentisierungslösungen sowie auf Banken zugeschnittene Dienstleistungen. Die Schwerpunkte der Swisscom Digital Business Unit liegen bei digitalen Diensten für KMU über localsearch, Aktivitäten im FinTech-Bereich sowie Blockchain-basierten Services. Swisscom Wholesale stellt anderen Schweizer Telekommunikationsanbietern kommerzielle Produkte im Sprach-, Daten- und Breitbandbereich zur Verfügung.
Zu den wichtigsten Kunden gehören SBB, Swiss, Tamedia und die Securitas AG. Die Lösung inhouse Mobile Service Standard für Geschäftskunden bündelt LAN/WLAN und Mobilfunk in einer Infrastruktur und verbessert den Mobilfunkempfang in Gebäuden.
Die 2007 gegründete und zur Hälfte von der RBA-Holding und der Berner Kantonalbank gehaltene Entris Operations wurde zuerst zum Teil von Entris Banking und schliesslich 2013 komplett von Swisscom IT Services übernommen. 2013 hat die Zuger Kantonalbank die IT und nicht differenzierende Backoffice-Prozesse an Swisscom outgesourct. Im April 2015 erwarb Swisscom eine Beteiligung von 9 Prozent bei Finnova. Seit März 2017 wird der Zahlungsverkehr der Zürcher Kantonalbank abgewickelt. Per September 2019 wurde unter dem neuen Outsourcing-Angebot «Financial Messaging Service Bureau» auch der Zahlungsverkehr der Basler Kantonalbank und der Bank Cler übernommen. Die Rechenzentren und die Arbeitsplatzhardware der Schweizerischen Bundesbahnen werden von Swisscom betrieben.
2016 hat die Sanitas Krankenversicherung grosse Teile der Informatik an die Swisscom ausgelagert.
MTF Solutions AG
Seit 2022 gehört die MTF Solutions AG, ein Anbieter von IT- und Cloud-Dienstleistungen für KMU mit rund 270 Mitarbeitenden und 9 Standorten in der Schweiz und Liechtenstein, als hundertprozentige Tochtergesellschaft zum Geschäftsbereich Business Customers der Swisscom. MTF Solutions betreibt eine eigene Private Business Cloud für KMU in mehreren Rechenzentren in der Schweiz.
Swisscom Directories
Seit dem 1. Juli 2015 hielt Swisscom eine Beteiligung von 69 % an der Swisscom Directories AG (localsearch), die übrigen 31 % hielt Tamedia. Swisscom Directories betreibt die Plattformen search.ch und local.ch und pflegt unter der Marke directoriesDATA die Adress- und Telefondaten für die Schweiz und Liechtenstein. Im ersten Quartal 2019 hat Swisscom den 31%-Anteil von Tamedia für CHF 240 Mio. übernommen. 2020 hat Swisscom Directories renovero.ch von der TX Group übernommen.

#### IT, Network & Infrastructure
Zu den Kernaufgaben von Swisscom IT, Network & Infrastructure gehören Bauen, Betreiben und Unterhalten des flächendeckenden Festnetzes sowie der Mobilfunk-Infrastruktur der Swisscom. Dieser Geschäftsbereich schliesst die entsprechenden IT-Plattformen ein.

### Fastweb
Fastweb betreibt das zweitgrösste Netzwerk in Italien und bietet Privat- und Geschäftskunden Sprach-, Daten-, Internet- und IP-TV-Dienstleistungen an. Im ersten Halbjahr 2007 erwarb Swisscom eine Mehrheitsbeteiligung an Fastweb. Die Kosten für den Erwerb der Beteiligung beliefen sich auf rund 5 Milliarden Schweizer Franken. Im März 2024 wurde bekannt, dass Swisscom plant die Tochtergesellschaft mit Vodafone Italia zu fusionieren.

### Übrige Geschäftsbereiche
Die übrigen Geschäftsbereiche beinhalten Geschäftsfelder, die nicht direkt zu den Kerngeschäften Telekommunikation und Informatik gehören, aber mit diesen in Zusammenhang stehen.
 Broadcasting

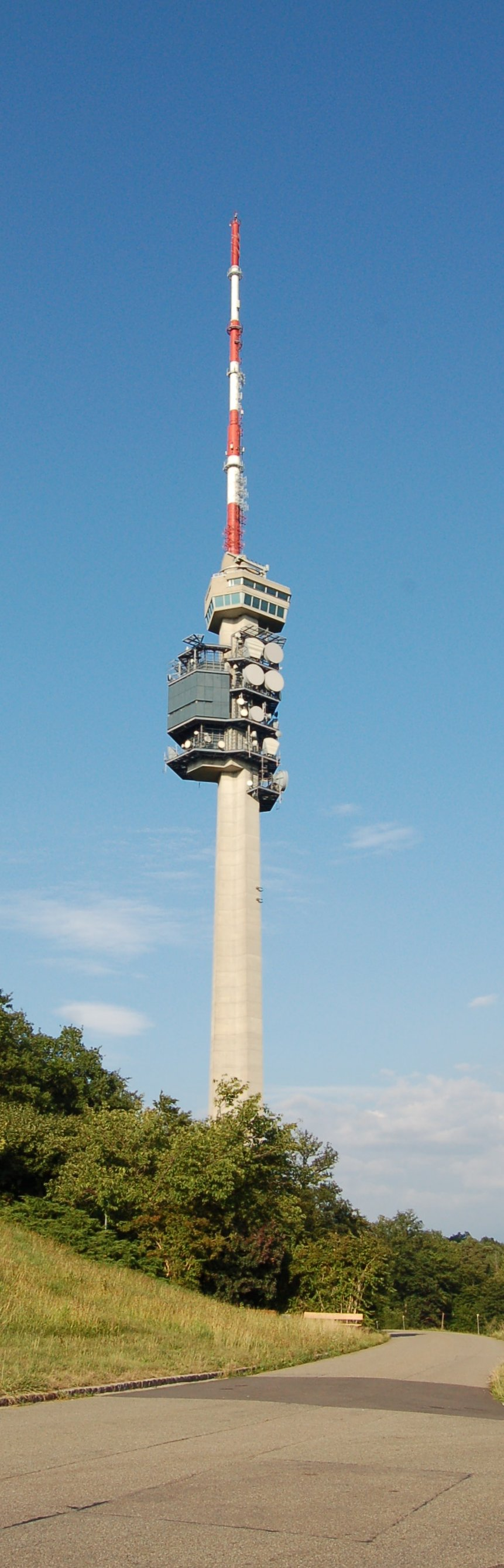
Der Fernsehturm St. Chrischona ist die wichtigste Sendestation der Swisscom Broadcast AG in der Nordwestschweiz.

Zum Geschäftsbereich Broadcasting gehört die Swisscom Broadcast AG, die per 1. Januar 2002 gegründet wurde und die Rundfunkversorgung in der Schweiz gewährleistet. Der Auftrag dafür geht noch auf die ehemalige PTT Telecom zurück, die von der Bundesverwaltung mit der Verbreitung der von der Schweizerischen Rundfunk-Gesellschaft (SRG) produzierten Programminhalte betraut wurde. Die ehemaligen PTT-Sendeanlagen wurden mit der Aufteilung der PTT in Post und Swisscom letzterer zugewiesen und aufgrund geänderter rechtlicher Grundlagen in die Swisscom-Tochter Swisscom Broadcast ausgelagert. Der Versorgungsauftrag obliegt seit 2002 der SRG SSR idée suisse, die seitdem Swisscom Broadcast mit der Verbreitung der Rundfunkprogramme beauftragt. Zusätzlich zur analogen terrestrischen Verbreitung über UKW/VHF und UHF, baut das Unternehmen im Auftrag der SRG auch die Verbreitung über DVB-T auf. Eine weitere Tätigkeit besteht in der Zuführung von Rundfunkprogrammen zu Kabelnetzbetreibern. Ein weiteres Unternehmen im Geschäftsfeld Broadcasting ist die Tele Rätia AG (89,7 Prozent). Die 2005 erworbene Antenna Hungária wurde am 8. Mai 2007 für rund 540 Millionen Schweizer Franken vollständig an die französische TDF SA verkauft.
Netzbau und -unterhalt
Die zuvor vom Geschäftsbereich Fixnet gehaltene Beteiligung am Netzbauunternehmen Cablex AG bildet seit dem 1. Januar 2008 den neuen Geschäftsbereich Netzbau und -unterhalt.
Rechnungsstellung und Inkasso
Zum erweiterten Bereich der Informatiksparte gehören die Swisscom-Tochterunternehmen, die Zahlungslösungen anbieten. Die Billag AG war zwischen 1998 und 2018 die Inkassostelle für die Rundfunkempfangskonzession der SRG. Von der Billag abgespalten wurde 2005 die Accarda AG, die im Geschäft mit Kundenkarten tätig war und per 2. Juli 2007 an die Maus Frères Holding veräussert wurde. Der Inkasso-Bereich von Accarda wurde aber beibehalten und in eine neue Tochtergesellschaft Alphapay AG eingebracht. Die Billag AG sowie die Medipa Abrechnungskasse AG (neu Curabill AG), die Inkasso für Ärzteabrechnungen betreibt, verbleiben bei Swisscom.
Zudem bietet Swisscom mit Easypay eine Möglichkeit des Mobile Payments an.
 Gebäudemanagement und Geschäftsreisen
Das zurzeit einzige Unternehmen der Swisscom in diesem Geschäftsfeld ist die Swisscom Immobilien AG, die schweizweit 13'000 Liegenschaften verwaltet und bewirtschaftet⁣, die mehrheitlich der Swisscom und ihren Tochtergesellschaften dienen. Zu diesem Geschäftsbereich gehört auch das Fahrzeugflottenmanagement.
Werbepartnerschaften
Im Herbst 2015 erklärten die Swisscom, die SRG SSR und Ringier die Absicht, ab 2016 die Vermarktung ihrer Werbeplätze über eine gemeinsame Aktiengesellschaft abzuwickeln, bei der sie je ein Drittel halten. Angesichts der Grösse des geplanten Unternehmens stiess die Ankündigung auf kritische Reaktionen der Bundesverwaltung. Auch von der Medienbranche wurde die Allianz infrage gestellt. Ende 2015 wurde das Gemeinschaftsunternehmen von der Wettbewerbskommission (WEKO) ohne Auflagen genehmigt. Nach der WEKO erteilte auch das Eidgenössische Departement für Umwelt, Verkehr, Energie und Kommunikation (UVEK) der Werbeallianz seine Zustimmung, und im April 2016 nahm Admeira seinen Betrieb auf. Am 1. April 2017 begann die Swisscom mit der Lieferung anonymisierter Kundendaten an Admeira. 2020 stieg zwei Jahre nach der SRG auch Swisscom aus dem Gemeinschaftsunternehmen wieder aus und verkaufte den 50%-Anteil an den einzigen verbliebenen Partner Ringier. Dies, weil sich die crossmedialen Angebote und Rahmenbedingungen für zielorientierte Werbung nicht wie gewünscht entwickelt hätten.

## Marken
In der Schweiz bietet Swisscom Produkte und Dienste aus dem Kerngeschäft unter der Hauptmarke Swisscom an. Daneben vertreibt Swisscom Produkte und Dienstleistungen unter der Zweitmarke Wingo sowie Drittmarken wie Coop Mobile und M-Budget Mobile. Weitere Marken wie Cablex und Localsearch sind im Portfolio von Swisscom und kennzeichnen weiterführende Geschäftsfelder des Unternehmens. Im Ausland ist Swisscom vorwiegend in Italien durch Fastweb + Vodafone präsent.

## Geschäftszahlen
| Kategorie           | Wert            |
| ------------------- | --------------- |
| Konzernumsatz       | 11'112 Mio. CHF |
| EBITDA              | 4'406 Mio. CHF  |
| Reingewinn          | 1'603 Mio. CHF  |
| Investitionen       | 2'309 Mio. CHF  |
| Beschäftigte        | 19'157          |
| Dividende per Aktie | 22,00 CHF       |

### Schlüsselkennzahlen
| Operationelle Daten am Bilanzstichtag in Tausend | 2012 | 2014 | 2016 | 2018 | 2020 | 2021 | 2022 |
| ------------------------------------------------ | ---- | ---- | ---- | ---- | ---- | ---- | ---- |
| Festnetzanschlüsse Schweiz                       | 3013 | 2778 | 2367 | 1778 | 1523 | 1424 | 1322 |
| Breitbandanschlüsse Retail Schweiz               | 1727 | 1890 | 1992 | 2033 | 2043 | 2037 | 2027 |
| TV-Anschlüsse Schweiz                            | 791  | 1165 | 1476 | 1519 | 1554 | 1592 | 1571 |
| Mobilfunkanschlüsse                              | 6217 | 6540 | 6612 | 6551 | 6224 | 6177 | 6173 |
| Breitbandanschlüsse Italien                      | 1767 | 2072 | 2355 | 2547 | 2747 | 2750 | 3087 |

## Governance
| Name                   | Funktion                      | Amtsantritt an GV |
| ---------------------- | ----------------------------- | ----------------- |
| Michael Rechtsteiner   | Präsident                     | 2019              |
| Roland Abt             | Mitglied                      | 2016              |
| Alain Carrupt          | Mitglied, Personalvertreter   | 2016              |
| Guus Dekkers           | Mitglied                      | 2021              |
| Frank Esser            | Vize-Präsident                | 2014              |
| Barbara Frei           | Mitglied                      | 2012              |
| Sandra Lathion-Zweifel | Mitglied, Personalvertreterin | 2019              |
| Anna Mossberg          | Mitglied                      | 2018              |
| Renzo Simoni           | Mitglied, Bundesvertreter     | 2017              |

| Name                  | Funktion                                         | Ernennung in Konzernleitung per  |
| --------------------- | ------------------------------------------------ | -------------------------------- |
| Christoph Aeschlimann | CEO Swisscom AG                                  | Februar 2019, CEO seit Juni 2022 |
| Urs Lehner            | Leiter Business Customers                        | Juni 2017                        |
| Klementina Pejic      | CPO Swisscom AG                                  | Februar 2021                     |
| Gerd Niehage          | Leiter IT, Network und Infrastructure            | März 2023                        |
| Dirk Wierzbitzki      | Leiter Residential Customers                     | Juni 2017                        |
| Eugen Stermetz        | CFO Swisscom AG                                  | März 2021                        |
| Stefan Nünlist        | Leiter Corporate Communications & Responsibility | April 2023                       |
| Martin Vögeli         | Leiter Group Security & Corporate Affairs        | April 2023                       |
| Isa Müller-Wegner     | Leiterin Group Strategy & Business Development   | Juni 2023                        |

## Standorte
Der Hauptsitz von Swisscom befindet sich in Worblaufen (Gemeinde Ittigen). Daneben besitzt Swisscom 90 weitere Bürogebäude, in denen schweizweit rund 18'000 Mitarbeiter und Partner von Swisscom arbeiten. Swisscom betreibt zudem 120 Shops in der ganzen Schweiz. Das grösste Swisscom-Rechenzentrum befindet sich im Berner Wankdorffeldquartier.

## Technologie und Innovation

### Breitbandversorgung
Swisscom investierte 2016 rund CHF 1,8 Mrd. in ihre IT und Infrastruktur. Insgesamt hat Swisscom bis Ende Juni 2016 über 3,3 Millionen Wohnungen und Geschäfte mit Ultrabreitband erschlossen – davon über 2,2 Millionen mit neusten Glasfasertechnologien. Als neuste Glasfasertechnologien bezeichnet Swisscom glasfaserbasierte Technologien wie Fibre to the Curb (FTTC) mit Vectoring, Fibre to the Street (FTTS), Fibre to the Building (FTTB) und Fibre to the Home (FTTH). Um den Rückbau der alten Infrastruktur voranzutreiben, beschloss Swisscom das Festnetz ausschliesslich mittels Internetprotokoll (IP) zu betreiben. Damit soll die analoge (ISDN und analoges Telefonieren) ab Anfang 2018 vollständig auf IP-Infrastruktur umgestellt werden. Der Prozess wurde bis 2020 abgeschlossen.

#### G.fast
In einer mehr als vierjährigen Projektphase haben Swisscom und ihr Technologiepartner Huawei gemeinsam spezifische Lösungen für den Schweizer Markt entwickelt. Im Frühling 2015 konnte Swisscom die weltweit ersten Pilotkunden auf dem finalen Standard von G.fast bedienen. Seit September 2016 kommt nun beim schweizweiten FTTS-Ausbau ausschliesslich G.fast-taugliche 16-Port Hardware zum Einsatz. Bei FTTS werden Glasfasern bis rund 200 Meter vor die Gebäude verlegt. Für die restliche Strecke nutzt man die bestehende Kupferkabel-Infrastruktur. 2017 folgt die Integration des Übertragungsstandards auch in die 48-Port Hardware sowie in den Fibre to the Building (FTTB) Ausbau. Mit G.fast erreicht Swisscom Bandbreiten von bis zu 500 Mbit/s. Möglich wird dies durch die Nutzung eines höheren Frequenzspektrums auf Kupferkabeln.

### Internet der Dinge
Für das Internet der Dinge hat Swisscom ein nahezu landesweit erreichbares Funknetz auf LoRa-Basis erfolgreich produktiv gesetzt. Das LPN von Swisscom verwendet das Frequenzband von 863 bis 870 MHz (SRD-Band Europa). Die LoRaWAN-Gateways des Swisscom LPN senden mit einer maximalen Sendeleistung von 500 mW (27 dBm).

### Beem
2019 wurde Beem gestartet, ein Tochterunternehmen von Swisscom, die mittels Beacon-Technologie, die potenziell für Cross-Device Tracking eingesetzt werden könnte, Werbung verkaufte. Smartphones, welche Beem oder eine andere Beem-fähige App installiert hatten (z. B. 20 Minuten oder Watson), konnten mit der Lösung mit Werbung bespielt werden. Nachdem noch vor dem offiziellen Projektstart Datenschutz- und Gesundheitsbedenken zu einem Sturm der Entrüstung geführt hatte, sprangen innert zwei Wochen sämtliche Geschäftspartner (u. a. , SBB u. a.) ab. Das Unternehmen konnte sich nach dem Fehlstart nie mehr erholen und wurde schliesslich im Frühjahr 2021 eingestellt. Zu den Kunden gehörten u. a. 3+ und 20 Minuten. Laut Angaben von Swisscom wurde Beem nicht für das Cross-Device Tracking eingesetzt.

## Mögliche Privatisierung
Im OECD-Länderbericht zur Wirtschaftspolitik der Schweiz (2015) wurde unter anderem empfohlen, die Swisscom zu privatisieren. Im Januar 2016 hat das Seco angekündigt, die Forderung der OECD nach einer Privatisierung zu prüfen. Swisscom-CEO Urs Schaeppi zeigte sich offen für eine Privatisierung und einen neuen Hauptaktionär. «Zentral ist, dass wir einen langfristig orientierten Anleger haben und zweitens, dass dieser Anker-Aktionär uns unternehmerische Freiheiten gibt», sagte Schaeppi. Eine Privatisierung der Swisscom wurde aber im Mai 2017 vom Nationalrat abgelehnt.

## Trivia
- Das Hauptsitz-Gebäude der Swisscom in Worblaufen ist im Besitz der Swiss Prime Site AG.[103]